# عبر زجاج مظلم (فلم)
عبر زجاج مظلم  (بالإنجليزية: Through a Glass Darkly) هو فيلم دراما تم إنتاجه في السويد وصدر في سنة 1961. الفيلم من إخراج إنغمار برغمان وكتابة إنغمار برغمان.

## بطولة
- ماكس فون سيدو

### ترشيحات وجوائز
| السنة | الحدث  | الفئة           | النتيجة  |
| ----- | ------ | --------------- | -------- |
|       | أوسكار | أفضل فيلم أجنبي | فـــــوز |

## وصلات خارجية
- مقالات تستعمل روابط فنية بلا صلة مع ويكي بيانات

1. ↑  "معلومات عن عبر زجاج مظلم (فيلم) على موقع allcinema.net". allcinema.net. مؤرشف من الأصل في 2016-04-16.
2. ↑  "معلومات عن عبر زجاج مظلم (فيلم) على موقع edb.co.il". edb.co.il. مؤرشف من الأصل في 2019-12-10. اطلع عليه بتاريخ أغسطس 2020. {{استشهاد ويب}}: تحقق من التاريخ في: |تاريخ الوصول= (مساعدة)
3. ↑  "معلومات عن عبر زجاج مظلم (فيلم) على موقع rottentomatoes.com". rottentomatoes.com. مؤرشف من الأصل في 2019-05-23.